# Chasside Aschkenas
Chasside Aschkenas (hebräisch חסידי אשכנז für „die Frommen Deutschlands“) war eine Gruppe von jüdischen Gelehrten, die im Zuge der Judenverfolgungen während der Kreuzzüge den Schwerpunkt auf persönliche Frömmigkeit legten und dabei auch Kiddusch HaSchem (Heiligung des Gottesnamens, d. h. Martyrium) in Kauf nahmen. Die wichtigsten Vertreter dieser Richtung waren in Regensburg und in den SchUM-Städten Speyer, Worms und Mainz tätig. Sie werden der Epoche der Rischonim („Erste“, d. h. 11.–15. Jahrhundert) zugeordnet.

## Merkmale
Die Mitglieder dieser Gruppe bezeichneten sich einfach als Chassidim („Fromme“). Der Begriff Chasside Aschkenas kam erst in der Neuzeit auf, um sie vom osteuropäischen Chassidismus zu unterscheiden, der auf den Baal Schem Tov zurückgeht.
Die jüdische Literatur im Heiligen Römischen Reich des 12. und 13. Jahrhunderts entwickelte sich in zwei verschiedenen Richtungen. Einerseits entstanden ethische Werke, in denen die jüdische Leserschaft zur strikten Befolgung der religiösen Gebote und der Beachtung der moralischen Wertvorstellungen des Judentums angehalten wurde. Das wichtigste Werk in diesem Bereich ist das Sefer Chassidim („Buch der Frommen“) von Juda ben Samuel aus Regensburg, das eine jahrhundertelange Wirkung entfaltete und 1724 in einer gedruckten Ausgabe in Frankfurt am Main erschien. Andererseits entstanden zahlreiche esoterische Werke mit teilweise mystischen Elementen, die nach Aussage der chassidischen Gelehrten auf mündliche Überlieferungen mit Beginn im Italien des 8. Jahrhunderts zurückgingen. Diese Tradition wurde hauptsächlich von der Familie der Kalonymiden übermittelt, die im 9. Jahrhundert von Italien nach Deutschland gezogen waren (siehe Meschullam ben Kalonymos und Kalonymos ben Meschullam) und zu den führenden Persönlichkeiten des deutschen Chassidismus wurden. Zu ihren bekannten Vertretern im 12. und 13. Jahrhundert gehören Samuel ben Qalonymus he-Chasid, sein Sohn Juda ben Samuel und Eleasar ben Juda ben Kalonymos. Juda ben Samuel gilt auch als Verfasser der liturgischen Dichtung Schir Hakawod.
Im theologischen Bereich konzentrierten sich die jüdischen Gelehrten im mittelalterlichen Deutschland auf die Einheit und Körperlosigkeit Gottes, ähnlich wie die spanischen jüdischen Philosophen. Die Naturgesetze und die Gesetze des gesellschaftlichen Zusammenlebens erschienen ihnen willkürlich. Sie wurden nicht als Offenbarungen der wahren Natur Gottes angesehen, sondern als Prüfungen, die zu einem gerechten und frommen Lebenswandel zu überwinden seien. Viel größeres Gewicht wurde auf Wunder gelegt, welche interpretiert werden müssen, um zum Verständnis der Natur Gottes zu gelangen. Die chassidische Literatur umfasst vermutlich am meisten dämonologische und magische Angaben in der mittelalterlichen rabbinischen Literatur.
Die Symbolik der Chasside Aschkenas beruhte in bedeutendem Maße auf dem Glauben an die mystische Kraft der Namen Gottes und der Buchstaben des hebräischen Alphabets. Die Buchstabenkombinationen in der Heiligen Sprache dienen in ihren Augen als Kanäle der menschlichen Kommunikation mit den überirdischen Welten, durch Studium und Gebet. In ihrer Doktrin spielte Gottesliebe und emotionale Freude eine beherrschende Rolle, die alle Sinne und Ressourcen des Chassid erfüllen sollte. Sie wird in ihren Schriften durch Symbole und Gleichnisse ausgedrückt, die auf Emotionen und Erfahrungen aus sexuellen Beziehungen beruhen. Das Gebet wird mit einer Leiter verglichen, deren Perfektion durch zeitlich ausgedehnte Hingabe an jedes einzelne Wort erreicht wird.
Im sozialen Bereich wurde der ungleichen Verteilung von Reichtümern eine moralische Bedeutung beigemessen: der Reichtum sei den Reichen gegeben, damit sie die Armen unterstützen sollen, demgemäß wurde ein Zehnt für wohltätige Zwecke ausgegeben.
Obwohl sich die Quellen im esoterischen Bereich nicht genau feststellen lassen, gab es zweifellos Einflüsse des zeitgenössischen Christentums auf verschiedenen Ebenen, zunächst in den mittelalterlichen Schriften des Neuplatonismus, jedoch auch im Bereich des Okkultismus, in dem Dämonen, Geister und Hexerei eine bedeutende Rolle spielten.
Während im Südwesten Europas, Südfrankreich und Nordwestspanien, die ersten Texte der Kabbala auftauchten, hatte sich diese Chasside Aschkenas-Bewegung im deutschsprachigen Raum als eine analoge, aber von der Kabbala doch gänzlich unabhängige Richtung esoterisch-theologischer Spekulationen und Frömmigkeit entwickelt.